# Lena Müller (Übersetzerin)
Lena Müller (geboren 1982 in Berlin) ist eine deutsche Übersetzerin aus dem Französischen, Schriftstellerin und Hörspielautorin.

## Leben
Nach dem Abitur 2002 studierte Müller Erwachsenenbildung und Kulturvermittlung in Paris und danach Literarisches Schreiben und Kulturjournalismus an der Universität Hildesheim. Seit 2012 ist sie als freie Hörspielautorin, Übersetzerin und Autorin tätig. Sie lebt in Berlin.
Sie ist seit 2009 Mitherausgeberin und Redakteurin der französischsprachigen Zeitschrift timult. Récits, analyses et critique aus Grenoble.
2013 war Müller Stipendiatin des Georges-Arthur-Goldschmidt-Programms für junge Literaturübersetzer. Das Europäische Übersetzerkollegium Straelen gewährte ihr 2015 ein Aufenthaltsstipendium.
Müller ist Mitglied im Verband deutschsprachiger Übersetzer literarischer und wissenschaftlicher Werke, VdÜ.

„Müllers großartiges Verdienst ist es nicht nur, als Übersetzerin dieser namenlosen weiblichen Stimme die ganze Wucht des Originals mitgegeben zu haben. Sie war es, die den Roman überhaupt erst für Deutschland entdeckte und – zu unserem Glück – nach jahrelanger Suche in der Edition Nautilus eine verlegerische Heimat für ihn fand... Eine sprachlich und stilistisch vollkommen gelungenen Übertragung ins Deutsche.“

## Übersetzungen
- Shumona Sinha: Erschlagt die Armen!, Edition Nautilus, Hamburg 2015
- Fiston Mwanza Mujila: Tram 83 (zusammen mit Katharina Meyer), Paul Zsolnay, Wien 2016
- Shumona Sinha: Kalkutta, Edition Nautilus, Hamburg 2016
- Shumona Sinha: Staatenlos, Edition Nautilus, Hamburg 2017
- Shumona Sinha: Das Russische Testament, Edition Nautilus, Hamburg 2021
- Georges Bensoussan: Eine unvergleichbare Geschichte (zusammen mit Inga Frohn), in: Umstrittene Geschichte. Ansichten zum Holocaust unter Muslimen im internationalen Vergleich. Hg. Joelle Allouche-Benayoun u. a., Campus, Frankfurt 2013 ISBN 978-3-593-42005-9 S. 39–45. (im gleichen Band Übersetzung der Zitate in der Einleitung der drei Hgg.)[5]
- Néhémy Pierre-Dahomey: Die Zurückgekehrten, Edition Nautilus, Hamburg 2018
- Nicolas Mathieu, Wie später ihre Kinder (zusammen mit André Hansen) Carl Hanser, München 2019[6]
- Abdel Hafed Benotman: Müllmann auf Schafott. Matthes & Seitz, Berlin 2020
- Nicolas Mathieu: Rose Royal (zusammen mit André Hansen), Carl Hanser, Berlin 2020, ISBN 978-3-446-26785-5
- Fiston Mwanza Mujila: Tanz der Teufel (zusammen mit Katharina Meyer), Paul Zsolnay, Wien 2022
- Nicolas Mathieu: Connemara (zusammen mit André Hansen), Carl Hanser, Berlin 2022, ISBN 978-3-446-27377-1
- Zehra Doğan: Wir werden auch schöne Tage sehen. Briefe aus dem Gefängnis (zusammen mit Inga Frohn) Spector Books, 2022
- Hugo Lindenberg: Eines Tages wird alles leer sein, Edition Nautilus, Hamburg 2023
- Diaty Diallo: Zwei Sekunden brennende Luft (zusammen mit Nouria Belhoul), Assoziation A, Berlin 2023

## Literarische Arbeiten
- Restlöcher, Roman, Edition Nautilus, Hamburg 2021, ISBN 978-3-96054-249-0[7]

## Hörspiele
- Nichts von mir soll drinnen bleiben, SWR 2012, Regie: Iris Drögekamp, 32:33 min[8]
- Zwischen hier und jetzt. Asylgespräche, SWR 2013, Regie: Iris Drögekamp, 26:27 min
- irgendwo / quelquepart, NDR 2014, Regie: Leonhard Koppelmann, 52:16 min
- Zum Tal abfallende Landschaften, RBB/SR 2015, Regie: Anouschka Trocker, 54:33 min
- Tiefer sinken auf sandigen Grund, zusammen mit Leo/ni Weyreter, RBB 2023, Regie: Anouschka Trocker, 58:10 min[9]
- Schnursein, Maulsein, Sound-Essay für die Web-Ausstellung VOOO des Literarischen Colloquiums Berlin, zusammen mit Antje Meichsner (Sound), 2023, 13:15 min[10]

## Auszeichnungen
- 2016: Internationaler Literaturpreis – Haus der Kulturen der Welt an Shumona Sinha und Müller, als Autorin und Übersetzerin von Erschlagt die Armen!
- 2017: Internationaler Literaturpreis – Haus der Kulturen der Welt an Fiston Mwanza Mujila als Autor sowie Katharina Meyer und Lena Müller als Übersetzerinnen von Tram 83
- 2021: Anerkennungspreis des Zuger Übersetzer-Stipendiums, zusammen mit Katharina Meyer, für die Übersetzung des Romans La Danse du Vilain von Fiston Mwanza Mujila
- 2023 „Tiefer sinken auf sandigen Grund“, Hörspiel des Monats Mai[11]